# Hörzhausen
Hörzhausen ist ein Ortsteil der Stadt Schrobenhausen im Landkreis Neuburg-Schrobenhausen, der zum Regierungsbezirk Oberbayern in Bayern gehört. 

## Gemarkung
Zur Gemarkung Hörzhausen gehören noch das Dorf Halsbach und die Einöde Mantelberg.

## Geographie
Das Pfarrdorf Hörzhausen liegt 6 km westsüdwestlich von Schrobenhausen an der Kreisstraße ND 3, die dann in Richtung Westen an Halsbach vorbei führt. Unmittelbar südlich des Dorfes verläuft die Paartalbahn von Augsburg-Hochzoll nach Ingolstadt; ein Haltepunkt besteht nicht. Hörzhausen liegt an der Paar; die Paarauen in der Ortsflur sind ein überregional bedeutsames Feuchtgebiet.

## Geschichte
Hörzhausen wurde erstmals um 890 als Heridioshusun erwähnt. Im 11. Jahrhundert wird es als Mittelpunkt der Grafschaft der Ebersberger genannt. Nach deren Aussterben kam das Kloster Scheyern um 1100 durch eine Schenkung in den Besitz des Ortes. Die Grundherrn wechselten in den folgenden Jahrhunderten mehrfach. Seit dem 16. Jahrhundert war Hörzhausen ein Edelsitz. 1752 wird als Inhaber Max Gaudenz von Hagenau zu Hörzhausen genannt. 1818 wurde durch das bayerische Gemeindeedikt die Ruralgemeinde Hörzhausen mit Halsbach und Mantelberg gebildet. Im Jahr 1871 hatte das Pfarrdorf 437 Einwohner und 189 Gebäude.
Bis zum 30. Juni 1972 gehörte Hörzhausen als selbstständige Gemeinde zum Landkreis Schrobenhausen und kam bei der Gebietsreform in Bayern zum neuen Landkreis Neuburg an der Donau, der zum 1. Mai 1973 in Landkreis Neuburg-Schrobenhausen umbenannt wurde. Zum gleichen Zeitpunkt erfolgte die Eingliederung in die Stadt Schrobenhausen. Acht örtliche Vereine (Stand Februar 2018) sorgen für ein eigenständiges dörfliches Leben.

## Kirche und Schule
Hörzhausen bildet eine eigene römisch-katholische Pfarrei, die der Pfarreiengemeinschaft Schrobenhausen angehört. Die Pfarrkirche St. Martin ist eine Saalkirche. Der Chor geht auf das 15. Jahrhundert zurück, das Langhaus ist von 1875. Die Kirchenstiftung ist auch Träger des örtlichen Kindergartens, der 1993 nach Umbauarbeiten in der ehemaligen Dorfschule eröffnet wurde.
Eine einfache Dorfschule gab es in Hörzhausen seit dem 17. Jahrhundert. Heute besuchen die Kinder die Grundschule in Schrobenhausen und haben dort ein vielfältiges Angebot an Mittel- und weiterführenden Schulen.

## Baudenkmäler
- Katholische Pfarrkirche St. Martin
- Wegkapelle mit Lourdesgrotte
- Pfarrhof mit ehemaligem Pfarrstadel
- Katholische Filialkirche „Zu den heiligen Schutzengeln“ in Halsbach mit angebautem Benefiziatenhaus